# スワンドア
スワンドア (Swan doors) は自動車のドアの開閉方式の1つである。スワンドアは通常の車のドアと機構が似ているが、外側に水平に開くのではなく、少し上方外側に開くのが特徴である。このデザインは、車高の低いスポーツカーが縁石に当たらないようにドアを開くのに適している。スワンとは白鳥の意味で、ドアを開いた姿が白鳥が羽を広げている姿に似ていることから名付けられた。

## 実例

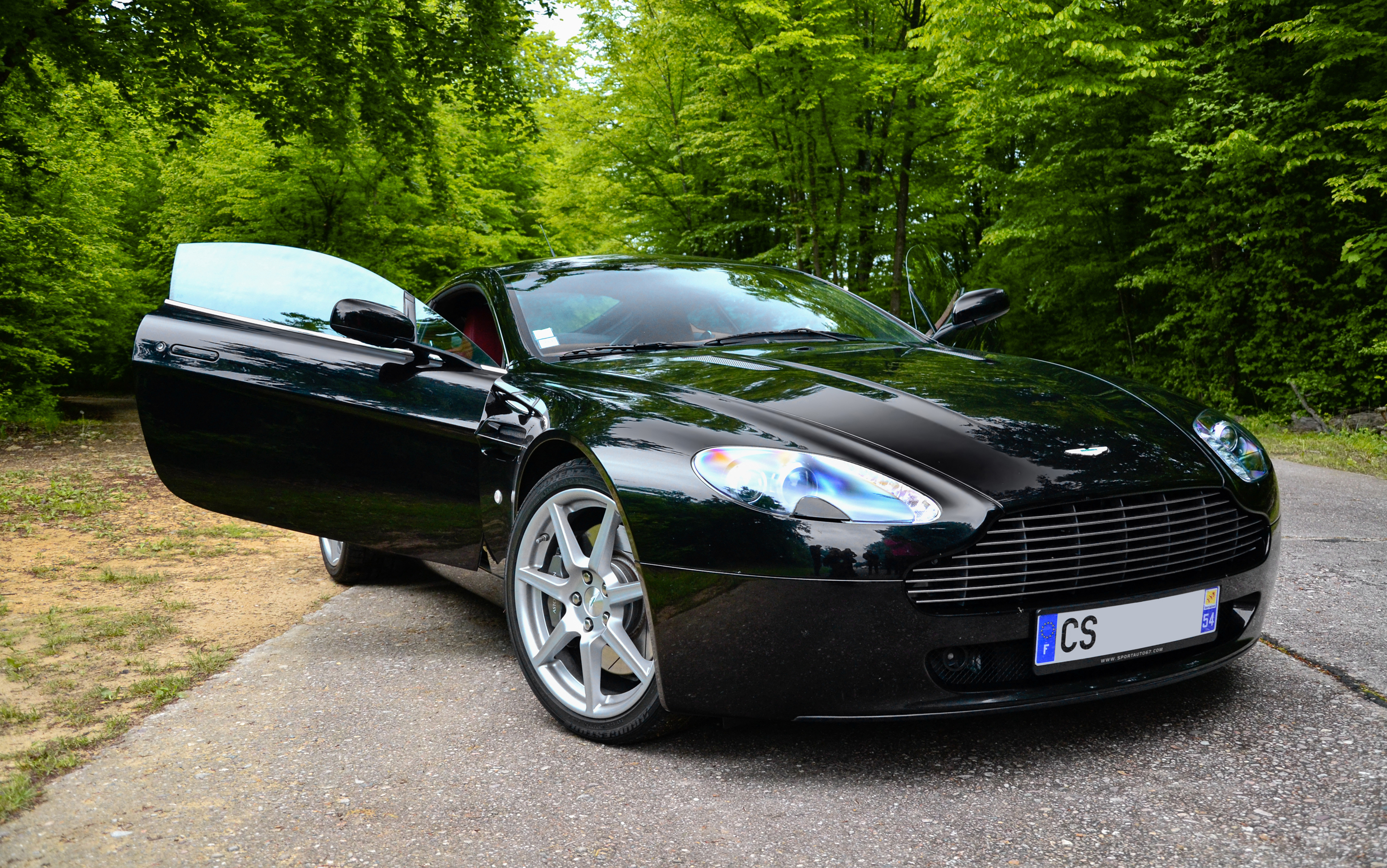
Aston Martin V8 Vantage

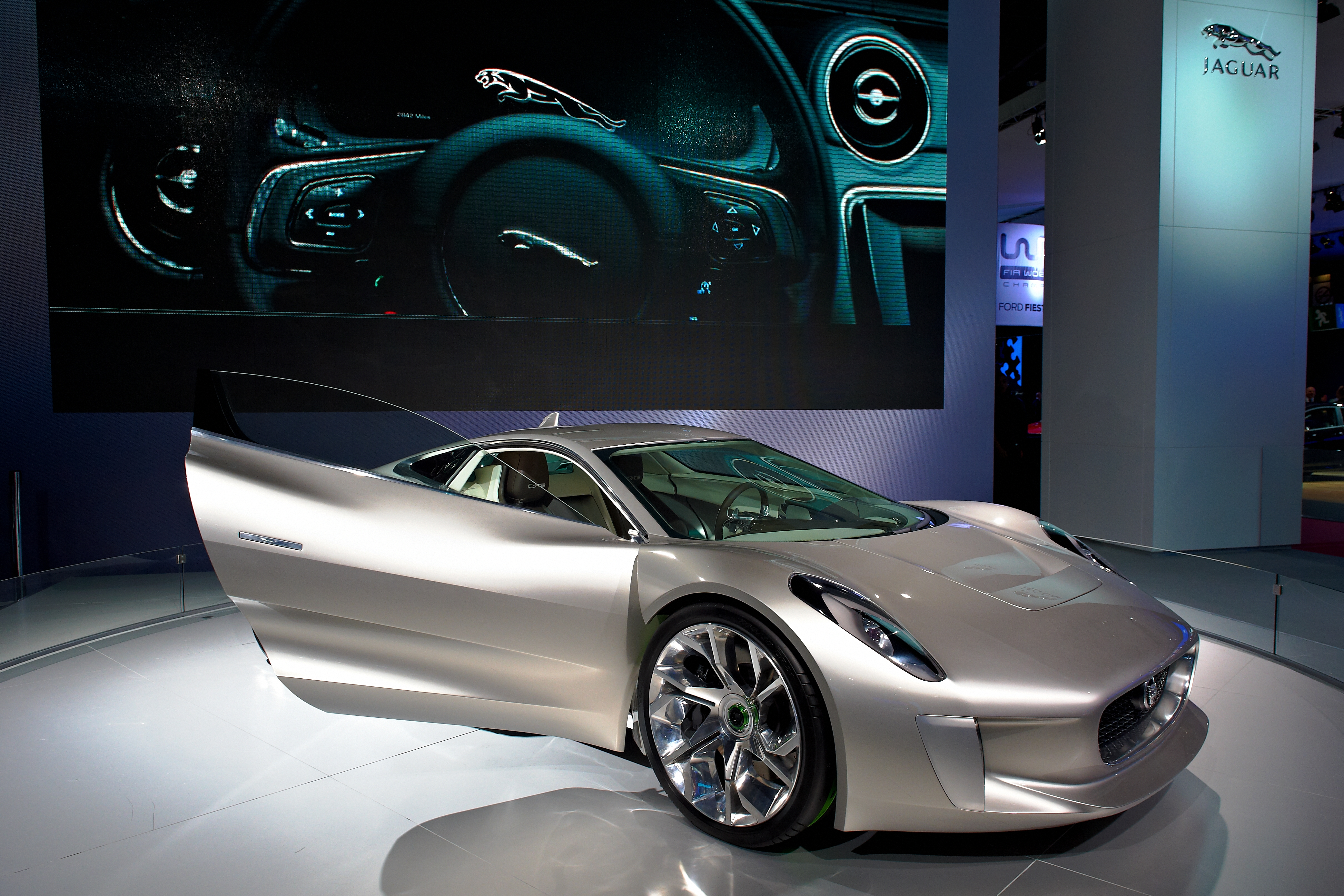
en:Jaguar C-X75

- アストンマーティンのモデルの多くが、このドアを採用している：DB9, DB10, DBS V12, One-77, Rapide, Vantage, Vanquish, Virage, CC100, Vulcanなど[3]
- en:Lagonda Taraf
- ヘネシー・ヴェノムGT
- en:Vencer Sarthe